# Idiochroa demissa
Idiochroa demissa là một loài bướm đêm trong họ Geometridae.